# Фойтек, Пол
Пол Юджин Фойтек (англ. Paul Eugene Foytack; 16 ноября 1930, Скрантон, Пенсильвания — 23 января 2021, Спринг-Хилл, Теннесси) — американский бейсболист, Выступал на позиции питчера. В Главной лиге бейсбола выступал с 1953 по 1964 год, большую часть карьеры проведя в клубе «Детройт Тайгерс».

## Биография
Пол Фойтек родился 16 ноября 1930 года в Скрантоне в Пенсильвании. Пятый из семи детей в семье слесаря Джона Фойтека и его супруги Элси. Учился в старшей технической школе Скрантона. В составе её бейсбольной команды Фойтек играл питчером, в 1948 году становился победителем чемпионата штата. После окончания школы он подписал контракт с клубом Детройт Тайгерс, за который выступал его любимый игрок Хэл Ньюхаузер.

### Детройт Тайгерс
В профессиональном бейсболе Фойтек дебютировал в составе клуба «Томасвилл Тайгерс». Свой первый сезон он завершил с четырнадцатью победами при десяти поражениях с пропускаемостью 3,25. Затем играл за фарм-команды «Детройта» из Батлера, Уильямспорта и Толидо. Весной 1952 года он хорошо проявил себя на сборах основного состава «Тайгерс», но перед стартом чемпионата был отправлен в «Баффало Байзонс».
В Главной лиге бейсбола Фойтек дебютировал в апреле 1953 года. Сыграв за «Тайгерс» в шести матчах и пропустив двенадцать ранов, он был переведён обратно в «Баффало». В сезон 1954 года он не смог вернуться в основной состав клуба, проведя чемпионат, играя за «Байзонс» и «Луисвилл Колонелс». Его итоговый результат составил пять побед и десять поражений с показателем ERA 5,33. В начале 1955 года «Детройт» был вынужден перевести Фойтека в главную команду, чтобы защитить его от выбора на драфте игроков младших лиг. При этом тренер команды Баки Харрис не доверял ему из-за плохого контроля подачи. Он сыграл только в 22 матчах, проведя на поле 49,2 иннинга. В зимнее межсезонье Фойтек играл в Мексике, где попал в число участников матча всех звёзд.
Весной 1956 года Фойтек получил место в стартовой ротации питчеров Детройта. В мае он одержал свою первую победу в лиге, а в июле установил клубный рекорд, сделав 15 страйкаутов в одной игре. Его достижение было побито в 1969 году. Чемпионат Фойтек закончил с пятнадцатью победами и тринадцатью поражениями с пропускаемостью 3,59. По числу сделанных страйкаутов он стал третьим в лиге, но проблемы с контролем оставались — было допущено 124 уока и пропущено 24 хоум-рана.
Позиции Фойтека в команде упрочились в 1957 году, когда главным тренером был назначен Джек Тай, работавший с ним в фарм-системе. Он дополнил свой арсенал подач, а его фастбол считался самым быстрым в «Тайгерс». Большую часть сезона он играл на высоком уровне, но во второй его половине пропустил много матчей из-за травм плеча и шеи. Год Фойтек завершил с четырнадцатью победами и пропускаемостью 3,14. В 1958 году он играл нестабильно и по ходу чемпионата даже переводился в буллпен. Только к концу сезона ему удалось наладить контроль, он сократил количество допускаемых уоков и впервые в карьере не допустил ни одной ошибки.
После хорошего окончания сезона, ожидания от его игры были высокими, но в 1959 году Фойтек разочаровал. В первых десяти матчах его показатель ERA составил 8,06. Ситуация изменилась летом, когда он провёл удачную серию, позволившую закончить сезон с четырнадцатью победами и четырнадцатью поражениями. При этом Фойтек стал одним из самых загруженных питчеров «Тайгерс», проведя в стартовом составе 37 игр.
Переломным в его карьере стал 1960 год. Весной он порвал мышцы плеча, после чего смог сыграть только в 28 матчах чемпионата. Сезон Фойтек завершил с двумя победами при одиннадцати поражениях и ERA 6,14. Последствия травмы заметно снизили скорость его подач. В межсезонье он пытался укрепить бросковую руку силовыми тренировками. Это дало результат и в 1961 году Фойтек был одним из лидеров «Детройта», одержавшего 101 победу в регулярном чемпионате, но не попавшего в Мировую серию. В 1962 году часть сезона он провел в роли реливера и завершил его с десятью победами при семи поражениях с пропускаемостью 4,39.
В начале 1963 года главный тренер Тайгерс Боб Шеффинг держал Фойтека в запасе в течение тринадцати матчей. Тот не выдержал и во время одной из игр уехал со стадиона без разрешения. Позднее он получил штраф в размере 500 долларов и принёс извинения тренеру, но его карьера в клубе подошла к концу. Фойтек сыграл в восьми матчах и в июне был обменян в «Лос-Анджелес Энджелс». Во второй половине сезона он сыграл ещё в 25 матчах.

### Завершение карьеры
Весной 1964 года Фойтек не сумел пробиться в стартовую ротацию Энджелс. Он вышел на замену всего в двух играх и уже в мае был отчислен из команды. Оставшуюся часть сезона он провёл в фарм-клубе Детройта Сиракьюз Чифс. В тридцати играх Фойтек одержал десять побед и потерпел десять поражений с ERA 4,53.
Последним клубом в его карьере стал «Тюнити Дрэгонз». В его составе Фойтек провёл 57 иннингов с пропускаемостью 3,14, хотя с трудом адаптировался к непривычному стилю игры в Японии. Завершив выступления, Фойтек вернулся в Детройт. Он занимался продажами, помогал Тайгерс в качестве питчера во время тренировок отбивающих.
Пол Фойтек скончался 23 января 2021 года в Спринг-Хилле в Теннесси в возрасте 90 лет.